# Vetenskapsåret 1735

## Händelser

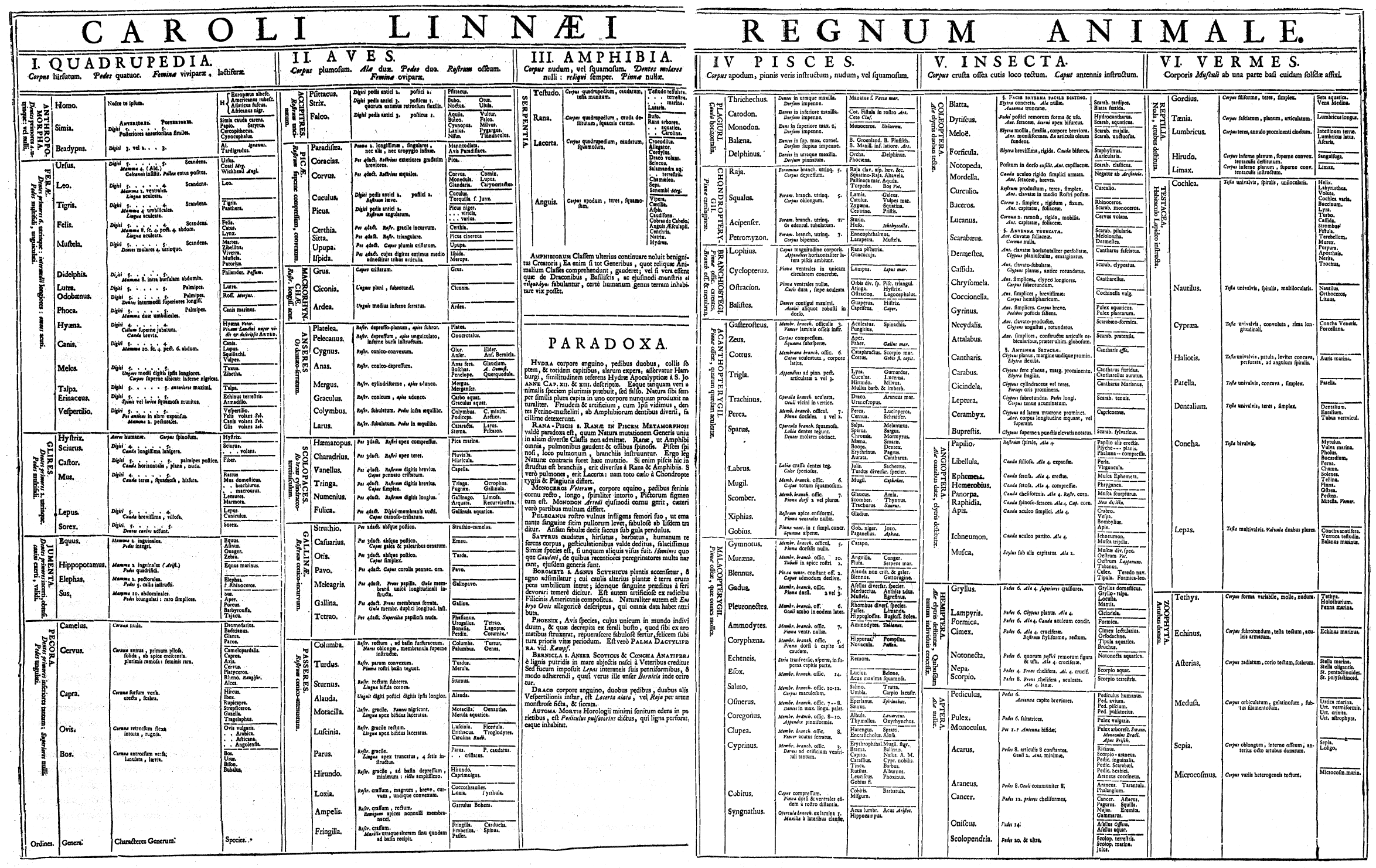
Linnés tabell över djurriket från första utgåvan av Systema Naturae.

- Carl von Linné publicerar Systema Naturae.
- Leonard Euler löser Baselproblemet som formulerades av Pietro Mengoli 1644.
- Georg Brandt upptäcker kobolt i vismuthaltiga malmer.

## Pristagare
- Copleymedaljen: Inget pris utdelades.

## Födda
- 23 september - Clas Bjerkander (död 1795), svensk naturforskare.

## Avlidna
- 27 september - Peter Artedi (född 1705), svensk naturforskare.